# Clarence Childs
Clarence Chester Childs (ur. 24 lipca 1883 w Wooster, zm. 16 września 1960 w Waszyngtonie) – amerykański lekkoatleta (młociarz), medalista olimpijski z 1912.
Był wszechstronnym sportowcem. Oprócz lekkoatletyki uprawiał z powodzeniem futbol akademicki i zapasy.
Zdobył brązowy medal w rzucie młotem na igrzyskach olimpijskich w 1912 w Sztokholmie, za swym rodakiem Mattem McGrathem i Duncanem Gillisem z Kanady.
W latach 1914–1915 był trenerem drużyny futbolowej Indiana University. Później pracował jako inżynier.